# Olimpíada d'escacs de 1998
L'Olimpíada d'escacs de 1998 fou un torneig d'escacs per equips nacionals que se celebrà entre el 26 de setembre i el 13 d'octubre de 1998 a Elistà, Rússia. Va ser la trenta-tresena edició oficial de les Olimpíades d'escacs, i va incloure tant una competició absoluta com una de femenina. La tria d'Elista, capital de Calmúquia, degué molt al suport i promoció de Kirsan Iliumjínov, a la vegada president de la FIDE i de la República de Calmúquia.
A causa que no es van acabar a temps els treballs a la seu de l'esdeveniment, la FIDE es va veure obligada a posposar l'inici de la competició, i a l'eliminació d'un dia de descans, tot reduint les rondes previstes de 14 a 13.

## Torneig obert
Al torneig open hi participaren 110 equips, dels quals quatre eren de Rússia, formats per un màxim de sis jugadors (quatre de titulars i dos de suplents), per un total de 634 participants.
Els dos equips russos principals se situaren als llocs capdavanters de la classificació des de la quarta ronda, i els Estats Units se situaren primers tot vencent el Països Baixos per 4-0. Els estatunidencs varen mantenir el lideratge fins a la novena ronda, ajudats per la derrota per 3-1 de Rússia contra Bulgària. L'emparellament dels russos contra Armènia els va permetre obtenir el lideratge amb mig punt d'avantatge a dues rondes pel final, el qual conservaren vencent per 3-1 Romania, mentre Rússia "B" conservava el tercer lloc. La victòria d'Israel per 3,5-0,5 contra el segon equip rus no va ser suficient per garantir-los el bronze, que fou finalment per Ucraïna per bucholz.

### Resultats per equips
| Pos.              | Equip           | Jugadors | Elo  | Punts |
| ----------------- | --------------- | --- | ---- | ----- |
| Medalla d'or      | Rússia A        | Piotr Svídler, Serguei Rublevski, Ievgueni Baréiev, Aleksandr Morozévitx, Vadim Zviàguintsev, Konstantín Sakàiev         | 2684 | 35,5  |
| Medalla de plata  | Estats Units    | Alexander Yermolinsky, Alexander Shabalov, Yasser Seirawan, Borís Gulko, Nick De Firmian, Gregory Kaidanov               | 2631 | 34,5  |
| Medalla de bronze | Ucraïna         | Vassil Ivantxuk, Alexander Onischuk, Oleh Romanishin, Volodímir Malaniuk, Stanislav Savchenko, Ruslan Ponomariov         | 2638 | 32,5  |
| 4                 | Israel          | Borís Alterman, Ilià Smirin, Emil Sutovsky, Lev Psakhis, Yona Kosashvili, Borís Àvrukh                                   | 2593 | 32,5  |
| 5                 | R.P. de la Xina | Peng Xiaomin, Ye Jiangchuan, MI Zhang Zhong, MF Yu Shaoteng, MI Wu Wenjin, MF Wang Rui                                   | 2498 | 31,5  |
| 6                 | Alemanya        | Artur Iussúpov, Rustem Dautov, Christopher Lutz, Robert Hübner, Christian Gabriel, Thomas Luther                         | 2610 | 31,5  |
| 7                 | Geòrgia         | Zurab Azmaiparaixvili, Guiorgui Guiorgadze, Zurab Sturua, MI Guiorgui Bagaturov, MI Khvicha Supatashvili, Lasha Janjgava | 2601 | 31,5  |
| 8                 | Rússia B        | Aleksei Dréiev, Valery Filippov, MI Serguei Vólkov, Mikhail Kobalia, Vassili Iemelin, Andrei Shariazdanov                | 2594 | 31    |
| 9                 | Hongria         | Zoltán Almási, József Pintér, Csaba Horváth, József Horváth, Zoltán Varga, Zoltán Gyimesi                                | 2588 | 31    |
| 10                | Romania         | Andrei Istrătescu, Mihail Marin, Liviu-Dieter Nisipeanu, Constantin Ionescu, Vladislav Nevednichy, MI Levente Vajda      | 2548 | 30,5  |

### Resultats individuals

#### MillorperformanceElo
|                   | Jugador                  | País     | Tauler | Punts | Partides | Elo inicial | Performance |
| ----------------- | ------------------------ | -------- | ------ | ----- | -------- | ----------- | ----------- |
| Medalla d'or      | GM Zurab Azmaiparaixvili | Geòrgia  | 1      | 8     | 10       | 2655        | 2804        |
| Medalla de plata  | GM Vesselín Topàlov      | Bulgària | 1      | 8     | 11       | 2700        | 2797        |
| Medalla de bronze | GM Aleksandr Morozévitx  | Rússia   | 4      | 8     | 10       | 2625        | 2776        |

#### Primer tauler
|                   | Jugador                  | País    | Elo  | Punts | Partides | Percentatge |
| ----------------- | ------------------------ | ------- | ---- | ----- | -------- | ----------- |
| Medalla d'or      | MI Mohamad Al-Modiahki   | Qatar   | 2505 | 7,5   | 8        | 93,8        |
| Medalla de plata  | MF Leonhard Müller       | Namíbia | 2240 | 7,5   | 9        | 83,3        |
| Medalla de bronze | GM Zurab Azmaiparaixvili | Geòrgia | 2655 | 8     | 10       | 80          |

#### Segon tauler
|                   | Jugador              | País    | Elo  | Punts | Partides | Percentatge |
| ----------------- | -------------------- | ------- | ---- | ----- | -------- | ----------- |
| Medalla d'or      | MF Odion Aikhoje     | Nigèria | 2285 | 6,5   | 8        | 81,3        |
| Medalla de plata  | GM Sembat Lputian    | Armènia | 2615 | 8     | 11       | 72,7        |
| Medalla de bronze | GM Alexei Alexandrov | Belarús | 2595 | 8,5   | 12       | 70,8        |
| Medalla de bronze | MI Erald Dervishi    | Albània | 2430 | 8,5   | 12       | 70,8        |

#### Tercer tauler
|                  | Jugador                   | País    | Elo  | Punts | Partides | Percentatge |
| ---------------- | ------------------------- | ------- | ---- | ----- | -------- | ----------- |
| Medalla d'or     | GM Reynaldo Vera González | Cuba    | 2530 | 7     | 9        | 77,8        |
| Medalla de plata | GM Efstratios Grivas      | Grècia  | 2520 | 7,5   | 10       | 75          |
| Medalla de plata | GM Zurab Sturua           | Geòrgia | 2600 | 7,5   | 10       | 75          |

#### Quart tauler
|                   | Jugador                 | País     | Elo   | Punts | Partides | Percentatge |
| ----------------- | ----------------------- | -------- | ----- | ----- | -------- | ----------- |
| Medalla d'or      | Hamaid Gadhi            | Iemen    | [ 9 ] | 6,5   | 8        | 81,3        |
| Medalla de plata  | GM Aleksandr Morozévitx | Rússia A | 2625  | 8     | 10       | 80          |
| Medalla de bronze | MI Pedro Adérito        | Angola   | 2225  | 7     | 9        | 77,8        |

#### Cinquè tauler (primer suplent)
|                   | Jugador                    | País         | Elo  | Punts | Partides | Percentatge |
| ----------------- | -------------------------- | ------------ | ---- | ----- | -------- | ----------- |
| Medalla d'or      | MI Andrew Muir             | Escòcia      | 2305 | 6     | 7        | 85,7        |
| Medalla de plata  | Petr Kostenko              | Kazakhstan   | 2470 | 7,5   | 10       | 75          |
| Medalla de bronze | GM Nick De Firmian         | Estats Units | 2605 | 6     | 8        | 75          |
| Medalla de bronze | MI Alfredo Gustavo Giaccio | Argentina    | 2460 | 6     | 8        | 75          |
| Medalla de bronze | GM Marcin Kamiński         | Polònia      | 2530 | 6     | 8        | 75          |

#### Sisè tauler (segon suplent)
|                   | Jugador                  | País    | Elo  | Punts | Partides | Percentatge |
| ----------------- | ------------------------ | ------- | ---- | ----- | -------- | ----------- |
| Medalla d'or      | GM Borís Àvrukh          | Israel  | 2565 | 8     | 10       | 80          |
| Medalla de plata  | GM Ruslan Ponomariov     | Ucraïna | 2585 | 7     | 9        | 77,8        |
| Medalla de bronze | MI Tiger Hillarp Persson | Suècia  | 2410 | 7,5   | 10       | 75          |

## Torneig femení
Al torneig femení hi participaren 72 equips; Rússia hi presentava tres equips. Els equips estaven formats almenys per quatre jugadores (tres de titulars i una de reserva); en total, hi havia 282 jugadores.
El torneig fou dominat per la Xina, que després d'haver batut a la sisena ronda per 2,5-0,5 Romania (en aquell moment segona) va prendre el primer lloc, on hi va romandre per la resta del torneig, amb un avantatge sempre superior als dos punts. El segon lloc el disputaren principalment Rússia (que va derrotar les romaneses 2-1 a la novena ronda, situant-les al quart lloc) i Geòrgia. Aquesta darrera va obtenir mig punt d'avantatge després de l'onzena ronda, i el va mantenir fins a la vigília de la darrera ronda; en aquesta, les russes, que venceren Polònia per 2'5-0'5, recuperaren l'avantatge, i guanyaren la medalla d'argent per bucholz.

### Resultats per equips
| Pos.              | Equip           | Jugadores                                                                                                   | Elo  | Punts |
| ----------------- | --------------- | --- | ---- | ----- |
| Medalla d'or      | R.P. de la Xina | GM Xie Jun, GMF Zhu Chen, GMF Wang Pin, GMF Wang Lei                                                        | 2480 | 29    |
| Medalla de plata  | Rússia A        | GMF Svetlana Matveeva, MIF Ekaterina Kovalevskaja, GMF Tatiana Shumiakina, GMF Tatiana Stepovaia-Dianchenko | 2438 | 27    |
| Medalla de bronze | Geòrgia         | GM Maia Txiburdanidze, MI Nana Ioseliani, MI Ketevan Arakhamia-Grant, GMF Nino Khurtsidze                   | 2480 | 27    |
| 4                 | Països Baixos   | GMF Peng Zhaoqin, MIF Erika Sziva, MIF Tea Bosboom-Lanchava, Linda Jap Tjoen San                            | 2325 | 23,5  |
| 5                 | Bulgària        | GMF Antoaneta Stéfanova, GMF Margarita Voiska, MIF Maria Velcheva, GMF Silvia Aleksieva                     | 2387 | 23,5  |
| 6                 | Romania         | GMF Corina-Isabela Peptan, GMF Cristina Foişor, GMF Elena Luminita Radu-Cosma, GMF Gabriela Olarasu         | 2398 | 23    |
| 7                 | Iugoslàvia      | GMF Alisa Maric, GMF Natasa Bojkovic, MIF Sanja Vuksanovic, GMF Maria Manakova                              | 2422 | 23    |
| 8                 | Hongria         | MIF Nikoletta Lakos, MI Ildikó Mádl, MIF Monika Grabics, MIF Nora Medvegy                                   | 2383 | 23    |
| 9                 | Rússia C        | GMF Julia Demina, MIF Aleksandra Kosteniuk, Bairta Kharashkina, Anna Gelashvili                             | 2205 | 23    |
| 10                | Estats Units    | GMF Anjelina Belakovskaia, Irina Krush, MIF Esther Epstein, GMF Elena Akmilovskaya                          | 2355 | 23    |

### Resultats individuals

#### MillorperformanceElo
|                   | Jugadora                         | País            | Tauler | Punts | Partides | Elo inicial | Performance |
| ----------------- | -------------------------------- | --------------- | ------ | ----- | -------- | ----------- | ----------- |
| Medalla d'or      | GMF Wnag Lei                     | R.P. de la Xina | 4      | 8     | 9        | 2445        | 2618        |
| Medalla de plata  | GMF Tatiana Stepovaia-Dianchenko | Rússia A        | 4      | 8     | 9        | 2355        | 2611        |
| Medalla de bronze | GM Maia Txiburdanidze            | Geòrgia         | 1      | 9,5   | 12       | 2525        | 2598        |

#### Primer tauler
|                   | Jugadora              | País          | Elo  | Punts | Partides | Percentatge |
| ----------------- | --------------------- | ------------- | ---- | ----- | -------- | ----------- |
| Medalla d'or      | MIF Mehri Ovezova     | Turkmenistan  | 2305 | 10,5  | 13       | 80,8        |
| Medalla de plata  | GM Maia Txiburdanidze | Geòrgia       | 2525 | 9,5   | 12       | 79,2        |
| Medalla de bronze | GMF Peng Zhaoqin      | Països Baixos | 2425 | 9     | 12       | 75          |

#### Segon tauler
|                   | Jugadora                   | País     | Elo  | Punts | Partides | Percentatge |
| ----------------- | -------------------------- | -------- | ---- | ----- | -------- | ----------- |
| Medalla d'or      | Emam Hassane Al-Rufei      | Iraq     | 2020 | 8     | 9        | 88,9        |
| Medalla de plata  | MIF Aleksandra Kosteniuk   | Rússia C | 2270 | 10    | 13       | 76,9        |
| Medalla de bronze | MIF Ekaterina Kovalévskaia | Rússia A | 2430 | 9     | 12       | 75          |

#### Tercer tauler
|                   | Jugadora                      | País       | Elo  | Punts | Partides | Percentatge |
| ----------------- | ----------------------------- | ---------- | ---- | ----- | -------- | ----------- |
| Medalla d'or      | GMF Tatiana Shumiakina        | Rússia A   | 2395 | 6,5   | 8        | 81,3        |
| Medalla de plata  | GMF Elena Luminita Radu-Cosma | Romania    | 2360 | 7     | 9        | 77,8        |
| Medalla de bronze | MFF Tatyana Sergeeva          | Kazakhstan | 2245 | 8,5   | 11       | 77,3        |

#### Quart tauler (suplent)
|                   | Jugadora                        | País                | Elo   | Punts | Partides | Percentatge |
| ----------------- | ------------------------------- | ------------------- | ----- | ----- | -------- | ----------- |
| Medalla d'or      | GMF Wang Lei                    | R.P. de la Xina     | 2445  | 8     | 9        | 88,9        |
| Medalla de plata  | GM Tatiana Stepovaia-Dianchenko | Rússia A            | 2355  | 8     | 9        | 88,9        |
| Medalla de bronze | Alya Hussain                    | Emirats Àrabs Units | [ 9 ] | 7     | 8        | 87,5        |

## Títol absolut
El trofeu Nona Gaprindaixvili s'assignà a l'equip amb la millor mitjana de classificació entre el torneig obert i el femení. Fou el primer cop que s'atorgà aquest trofeu.
| Pos.              | Equip           | Torneig open | Torneig femení | Mitjana |
| ----------------- | --------------- | ------------ | -------------- | ------- |
| Medalla d'or      | Rússia          | 1            | 2              | 1,5     |
| Medalla de plata  | R.P. de la Xina | 5            | 1              | 3       |
| Medalla de bronze | Geòrgia         | 7            | 3              | 5       |
| 4                 | Estats Units    | 2            | 10             | 6       |
| 5                 | Ucraïna         | 3            | 12             | 7,5     |
| 6                 | Romania         | 10           | 6              | 8       |
| 6                 | Països Baixos   | 12           | 4              | 8       |

## Participants
Varen participar en ambdós torneigs:
- International Braille Chess Association
- Angola
- Argentina
- Armènia
- Austràlia
- Àustria
- Azerbaidjan
- Bangladesh
- Belarús
- Bòsnia i Hercegovina
- Botswana
- Brasil
- Bulgària
- R.P. de la Xina
- Colòmbia
- Croàcia
- Cuba
- El Salvador
- Emirats Àrabs Units
- Estònia
- Filipines
- Finlàndia
- França
- Gal·les
- Geòrgia
- Alemanya
- Japó
- Grècia
- Índia
- Anglaterra
- Iraq
- Iran
- Irlanda
- Illes Verges Americanes
- Israel
- Itàlia
- Iugoslàvia
- Kazakhstan
- Letònia
- Líban
- Lituània
- Macau
- Moldàvia
- Mèxic
- Mongòlia
- Macedònia del Nord
- Països Baixos
- Nigèria
- Nova Zelanda
- Polònia
- Portugal
- Puerto Rico
- Romania
- Txèquia
- Rússia
- Escòcia
- Eslovènia
- Espanya
- Estats Units
- Sud-àfrica
- Suècia
- Suïssa
- Turquia
- Turkmenistan
- Ucraïna
- Hongria
- Uzbekistan
- Veneçuela
- Vietnam

Participaren només al torneig open:
- Afganistan
- Antilles Neerlandeses
- Albània
- Andorra
- Barbados
- Bèlgica
- Bolívia
- Canadà
- Xile
- Xipre
- Equador
- Egipte
- Guernsey
- Hondures
- Islàndia
- Illes Fèroe
- Jamaica
- Jersey
- Kenya
- Kirguizstan
- Líbia
- Luxemburg
- Malàisia
- Mali
- Malta
- Namíbia
- Nicaragua
- Perú
- Palestina
- Qatar
- San Marino
- Seychelles
- Singapur
- Tadjikistan
- Trinitat i Tobago
- Uganda
- Iemen
- Zimbàbue